# 成瀬駅

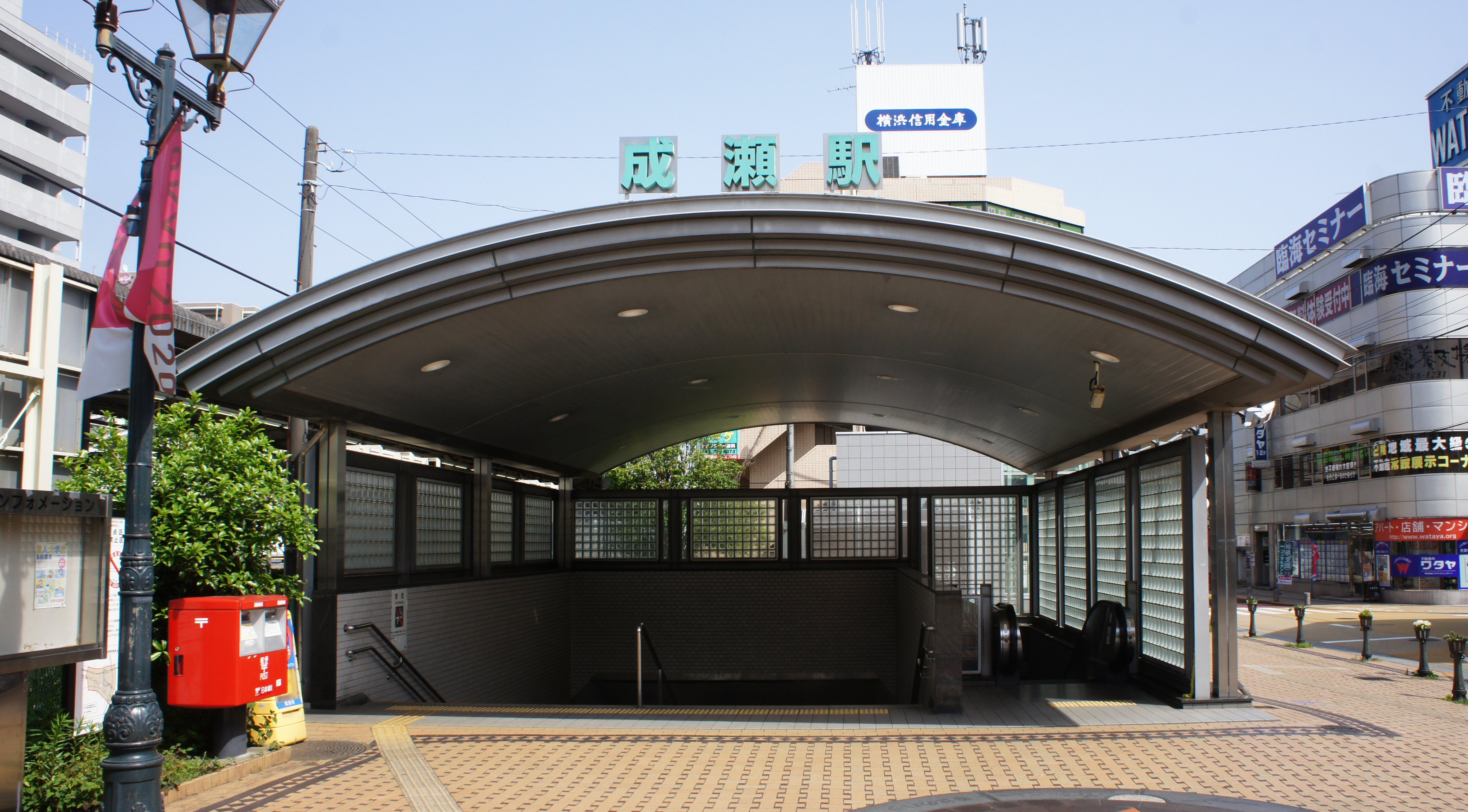
南口（2021年5月）

成瀬駅（なるせえき）は、東京都町田市南成瀬一丁目にある、東日本旅客鉄道（JR東日本）横浜線の駅である。駅番号はJH 22。東京都にあるJRの駅では、最南端に位置する。
東神奈川駅発着系統と、横浜駅経由で根岸線に直通する列車が停車する。

## 歴史
- 1979年（昭和54年）
  - 3月30日：竣工式を開催する[1]。
  - 4月1日：国鉄の駅として十日市場駅と同時開業[1]。当時は単線区間であったため、1番線のみ使用。
  - 7月15日：長津田駅 - 原町田駅間の複線化により、2番線使用開始。
- 1987年（昭和62年）4月1日：国鉄分割民営化に伴い、東日本旅客鉄道（JR東日本）の駅となる[4]。
- 1994年（平成6年）8月5日：自動改札機を設置し、供用開始[5]。
- 1999年（平成11年）11月7日：南口のエレベーター・上りエスカレーターが使用開始[6]。
- 2001年（平成13年）11月18日：ICカード「Suica」の利用が可能となる[広報 1]。
- 2002年（平成14年）12月：駅改札内エレベーターが使用開始[7]。
- 2003年（平成15年）2月1日：駅改札内エスカレーターが使用開始[7][8]。
- 2021年（令和3年）10月19日：みどりの窓口の営業を終了[9][10]。
- 2023年（令和5年）8月8日：スマートホームドアの使用を開始[11]。

## 駅構造
島式ホーム1面2線を有する地上駅である。傾斜地に造られたため、駅舎はホームの下に位置している。このため、北口から見ると高架駅のように見えるが、南口から見ると地下駅舎のように見える。
町田駅管理のJR東日本ステーションサービスによる業務委託駅で、多機能券売機・指定席券売機・Suica対応自動改札機が設置されている。また、お客さまサポートコールシステムが導入されており、早朝および夜間の一部時間帯は、遠隔対応のため改札係員は不在となる。

### のりば
| 番線 | 路線   | 方向 | 行先                                         |
| ---- | ------ | ---- | -------------------------------------------- |
| 1    | 横浜線 | 下り | 町田・橋本・八王子方面                       |
| 2    | 横浜線 | 上り | 新横浜・菊名・東神奈川・横浜・磯子・大船方面 |

（出典：JR東日本:駅構内図）
- 根岸線への直通は日中は横浜駅の一つ先にある桜木町駅までで、桜木町駅から先の磯子・大船方面への直通は朝夕のみである。

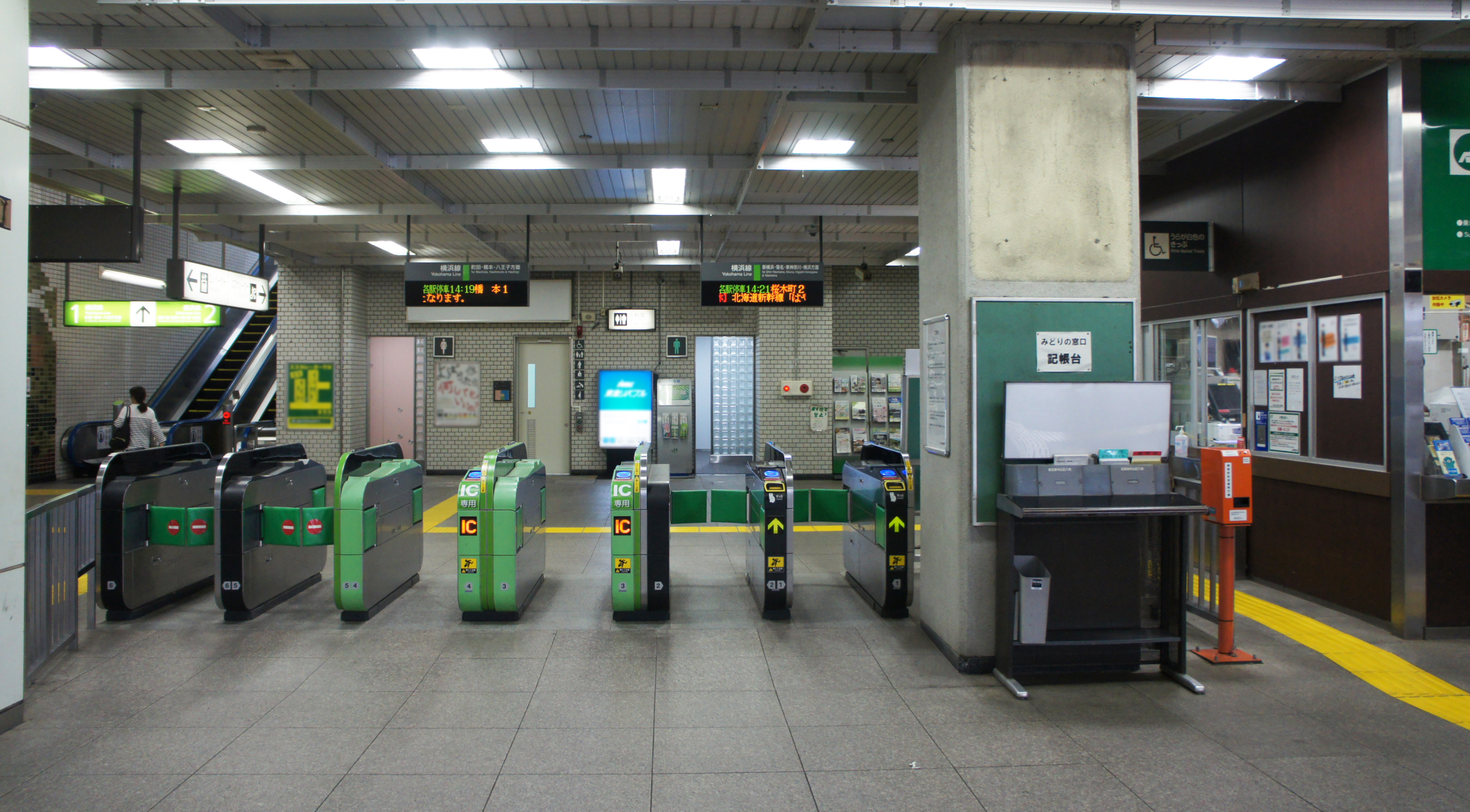
改札口（2021年5月）
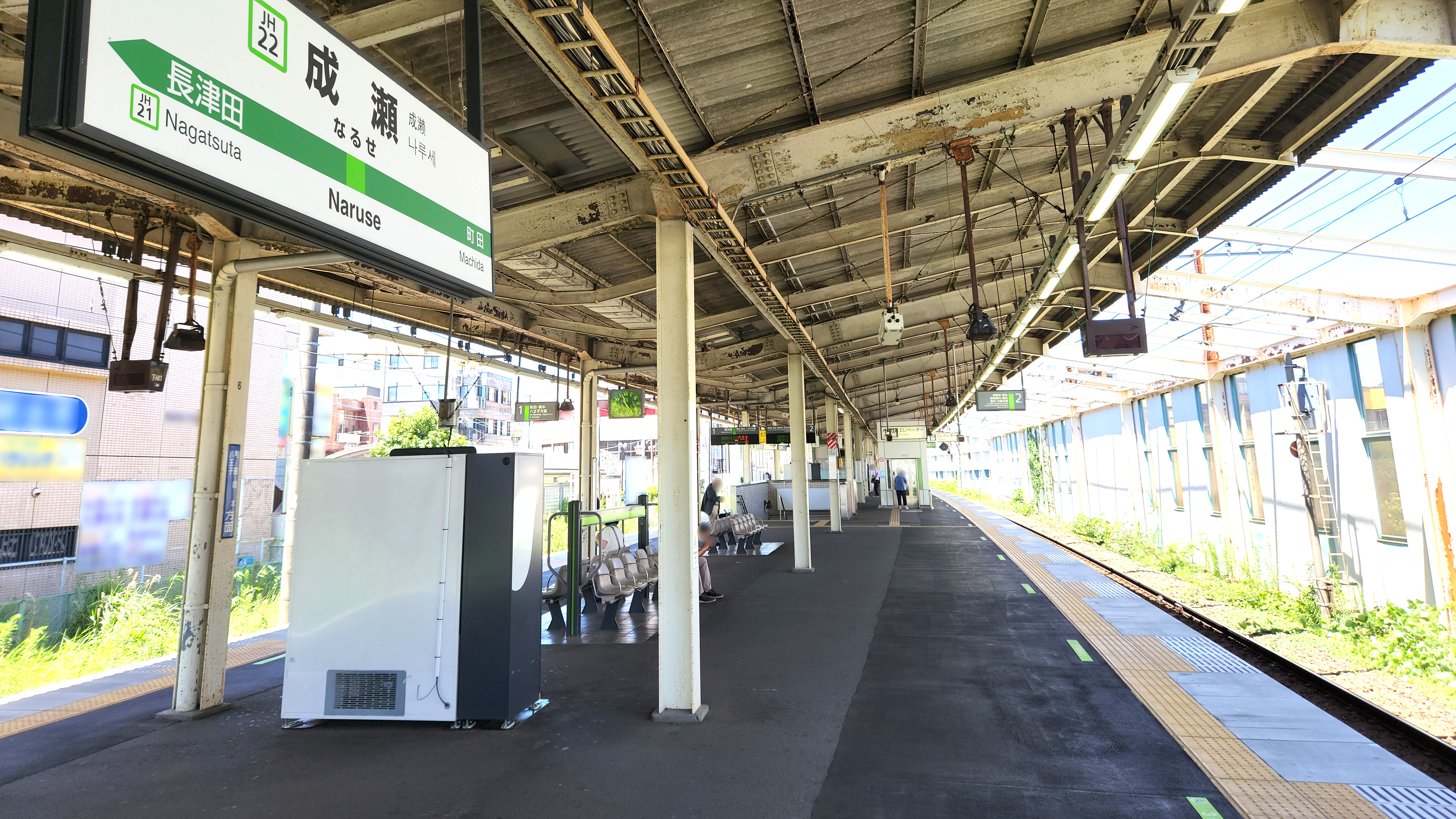
ホーム（2022年7月）

## 利用状況
2023年度（令和5年度）の1日平均乗車人員は16,924人である。
1979年度（昭和54年度）以降の1日平均乗車人員の推移は下表の通り。
| 年度               | 1日平均 乗車人員 | 出典     |
| ------------------ | ---------------- | -------- |
| 1979年（昭和54年） | 3,761            |          |
| 1980年（昭和55年） | 6,112            | [ * 1 ]  |
| 1981年（昭和56年） | 8,016            | [ * 2 ]  |
| 1982年（昭和57年） | 9,049            | [ * 3 ]  |
| 1983年（昭和58年） | 9,896            | [ * 4 ]  |
| 1984年（昭和59年） | 11,162           | [ * 5 ]  |
| 1985年（昭和60年） | 12,836           | [ * 6 ]  |
| 1986年（昭和61年） | 13,529           | [ * 7 ]  |
| 1987年（昭和62年） | 13,407           | [ * 8 ]  |
| 1988年（昭和63年） | 15,208           | [ * 9 ]  |
| 1989年（平成元年） | 16,099           | [ * 10 ] |
| 1990年（平成02年） | 17,334           | [ * 11 ] |
| 1991年（平成03年） | 18,516           | [ * 12 ] |
| 1992年（平成04年） | 19,104           | [ * 13 ] |
| 1993年（平成05年） | 19,658           | [ * 14 ] |
| 1994年（平成06年） | 19,868           | [ * 15 ] |
| 1995年（平成07年） | 19,828           | [ * 16 ] |
| 1996年（平成08年） | 19,753           | [ * 17 ] |
| 1997年（平成09年） | 19,581           | [ * 18 ] |
| 1998年（平成10年） | 19,175           | [ * 19 ] |
| 1999年（平成11年） | 19,139           | [ * 20 ] |
| 2000年（平成12年） | 18,914           | [ * 21 ] |
| 2001年（平成13年） | 19,002           | [ * 22 ] |
| 2002年（平成14年） | 19,096           | [ * 23 ] |
| 2003年（平成15年） | 19,159           | [ * 24 ] |
| 2004年（平成16年） | 19,125           | [ * 25 ] |
| 2005年（平成17年） | 19,177           | [ * 26 ] |
| 2006年（平成18年） | 19,341           | [ * 27 ] |
| 2007年（平成19年） | 19,393           | [ * 28 ] |
| 2008年（平成20年） | 19,426           | [ * 29 ] |
| 2009年（平成21年） | 19,324           | [ * 30 ] |
| 2010年（平成22年） | 19,205           | [ * 31 ] |
| 2011年（平成23年） | 18,867           | [ * 32 ] |
| 2012年（平成24年） | 19,057           | [ * 33 ] |
| 2013年（平成25年） | 19,366           | [ * 34 ] |
| 2014年（平成26年） | 19,062           | [ * 35 ] |
| 2015年（平成27年） | 19,233           | [ * 36 ] |
| 2016年（平成28年） | 18,958           | [ * 37 ] |
| 2017年（平成29年） | 19,140           | [ * 38 ] |
| 2018年（平成30年） | 19,183           | [ * 39 ] |
| 2019年（令和元年） | 19,096           | [ * 40 ] |
| 2020年（令和02年） | 14,285           |          |
| 2021年（令和03年） | 15,245           |          |
| 2022年（令和04年） | 16,369           |          |
| 2023年（令和05年） | 16,924           |          |

## 駅周辺
公共施設
- 市民センター・地域センター
  - なるせ駅前市民センター
  - 成瀬コミュニティセンター
- 町田市立総合体育館 - Fリーグ、ペスカドーラ町田の本拠地。
- 町田警察署成瀬駅前交番
- 町田消防署成瀬出張所
- 駐輪場
  - 有料駐輪場：南口・北口・北口路上・なるせ駅前市民センター
- 駐車場
  - パーキングチケット式駐車場：北口ロータリー周辺
- 成瀬駅前郵便局
- 町田金森東郵便局

教育機関
- 昭和薬科大学
- 東京都立成瀬高等学校
- 東京都立小川高等学校
- 町田市立南成瀬中学校
- 町田市立成瀬台中学校
- 町田市立成瀬小学校
- 町田市立成瀬中央小学校
- 町田市立成瀬台小学校
- 町田市立小川小学校
- 町田市立つくし野小学校

金融機関
- りそな銀行・横浜銀行・横浜信用金庫・きらぼし銀行・JA町田市

商業施設
- そうてつローゼン 成瀬店・成城石井 成瀬店・ビッグ・エー成瀬北口駅前店・ビッグヨーサン 成瀬店・セイジョー・クリエイトSDなどがある。

## バス路線
| のりば                   | 運行事業者               | 系統・行先 |
| 成瀬駅（北口ロータリー） | 成瀬駅（北口ロータリー） | 成瀬駅（北口ロータリー）                                                                                      |
| ------------------------ | ------------------------ | --- |
| 1                        | 神奈川中央交通           | - つ01・成01・成05：成瀬台 - つ03・成02：東玉川学園四丁目 - 成03・成04：こどもの国駅 - 町75：町田バスセンター |
| 2                        | 神奈川中央交通           | - つ01・つ03：つくし野駅 - 町84：町田バスセンター                                                             |
| 成瀬駅南口前             |                          | |
| －                       | 神奈中タクシー           | 町田市金森地区コミュニティバス「かわせみ号」：成瀬駅ルート（循環）                                            |

## 由来と位置
この地区は、1889年（明治22年）3月31日まで存在した、成瀬村（鶴間・小川・金森・高ヶ坂の4村と合併し南村となる）の村域であり、周辺地区名もこの村名から取られている。ただし、成瀬駅は旧成瀬村の南西端に近く、隣接する旧小川村・旧金森村・旧高ヶ坂村まで歩いて10分ほどの距離であるのに対し、旧成瀬村の北端まで約1時間を要する。元来の成瀬村の中心地は、成瀬街道沿いの町田消防署成瀬出張所・東京都立成瀬高等学校・東雲寺などの辺りであった。
成瀬駅および成瀬駅北側の地名は南成瀬である。これだけ見ると成瀬駅の北側が南成瀬というのはおかしな感じであるが、南成瀬とは旧成瀬村の南部地区という意味合いであり、成瀬駅南側は成瀬が丘という駅開設後に付けられた地名である。
相原 - 八王子間の駅を除くと、横浜線の駅では当駅と町田駅だけが飛び地のように東京都の駅となっている。
また東神奈川方面の隣の駅である長津田駅からは横浜市内となるため、特定都区市内制度が適用される行先であれば、当駅からの乗車券を購入するよりも、当駅～長津田駅間と長津田～行先駅間を分割して購入したほうが乗車券が安くなる場合がある。

## 隣の駅
東日本旅客鉄道（JR東日本）
 横浜線
■快速
通過
■各駅停車
長津田駅 (JH 21) - 成瀬駅 (JH 22) - 町田駅 (JH 23)

### 記事本文

##### 広報資料・プレスリリースなど一次資料
1. ↑  “Suicaご利用可能エリアマップ（2001年11月18日当初）” (PDF).   東日本旅客鉄道. 2019年7月27日時点のオリジナルよりアーカイブ。2020年6月11日閲覧。

### 利用状況
1. ↑  東京都統計年鑑 - 東京都
2. ↑  町田市統計書 - 町田市

JR東日本の2000年度以降の乗車人員
1. ↑  各駅の乗車人員（2000年度） - JR東日本
2. ↑  各駅の乗車人員（2001年度） - JR東日本
3. ↑  各駅の乗車人員（2002年度） - JR東日本
4. ↑  各駅の乗車人員（2003年度） - JR東日本
5. ↑  各駅の乗車人員（2004年度） - JR東日本
6. ↑  各駅の乗車人員（2005年度） - JR東日本
7. ↑  各駅の乗車人員（2006年度） - JR東日本
8. ↑  各駅の乗車人員（2007年度） - JR東日本
9. ↑  各駅の乗車人員（2008年度） - JR東日本
10. ↑  各駅の乗車人員（2009年度） - JR東日本
11. ↑  各駅の乗車人員（2010年度） - JR東日本
12. ↑  各駅の乗車人員（2011年度） - JR東日本
13. ↑  各駅の乗車人員（2012年度） - JR東日本
14. ↑  各駅の乗車人員（2013年度） - JR東日本
15. ↑  各駅の乗車人員（2014年度） - JR東日本
16. ↑  各駅の乗車人員（2015年度） - JR東日本
17. ↑  各駅の乗車人員（2016年度） - JR東日本
18. ↑  各駅の乗車人員（2017年度） - JR東日本
19. ↑  各駅の乗車人員（2018年度） - JR東日本
20. ↑  各駅の乗車人員（2019年度） - JR東日本
21. ↑  各駅の乗車人員（2020年度） - JR東日本
22. ↑  各駅の乗車人員（2021年度） - JR東日本
23. ↑  各駅の乗車人員（2022年度） - JR東日本
24. ↑  各駅の乗車人員（2023年度） - JR東日本

東京都統計年鑑
1. ↑  昭和55年
2. ↑  昭和56年
3. ↑  昭和57年
4. ↑  昭和58年
5. ↑  昭和59年
6. ↑  昭和60年
7. ↑  昭和61年
8. ↑  昭和62年
9. ↑  昭和63年
10. ↑  平成元年
11. ↑  平成2年
12. ↑  平成3年
13. ↑  平成4年
14. ↑  平成5年
15. ↑  平成6年
16. ↑  平成7年
17. ↑  平成8年
18. ↑  平成9年
19. ↑  平成10年 (PDF)
20. ↑  平成11年 (PDF)
21. ↑  平成12年
22. ↑  平成13年
23. ↑  平成14年
24. ↑  平成15年
25. ↑  平成16年
26. ↑  平成17年
27. ↑  平成18年
28. ↑  平成19年
29. ↑  平成20年
30. ↑  平成21年
31. ↑  平成22年
32. ↑  平成23年
33. ↑  平成24年
34. ↑  平成25年
35. ↑  平成26年
36. ↑  平成27年
37. ↑  平成28年
38. ↑  平成29年
39. ↑  平成30年
40. ↑  平成31年・令和元年